# Комплексен икономически анализ
 Тази статия е за икономическия термин.  За математическия термин вижте Комплексен анализ.  
Комплексен икономически анализ е термин от икономиката, с който се означава теорията, методологията и методиката на стопанската дейност на едно предприятие.
Ключовите принципи на комплексния икономически анализ са:
- комплексност,
- системност,
- субординация между аналитичните показатели,
- информационна аргументация на анализа,
- превантивност,
- непрекъснатост,
- ориентация във времето и пазарното пространство,
- чувствителност към влиянието на факторите,
- ситуационна модулируемост,
- алтернативност на оценките,
- креативност към решения.

Предмет на анализа са микроикономическите явления и процеси и обуславящите ги фактори във фазите и етапите на трансформации и използване на капитала и активите на предприятието.
Обектите на анализа се конкретизират в инвестиционната, производствената, маркетинговата и финансовата дейност на предприятието. Ключови обекти на анализа са печалбата, рентабилността, разходите, приходите, активите, капитала и пасивите, финансовата устойчивост, паричните потоци, стопанския риск, финансовия риск, възможностите за застой, банкрут или подем.